# Хлисти
Хлисти́ (рос. хлысты), хлистівство (рос. хлыстовство) — секта, початково пов'язана з рухом російських старообрядців (середина 17 ст.), яка існувала до 20 століття.
Зазнавши суворих переслідувань у Росії, хлисти рятувалися на українських землях, де їхні громади («кораблі») перетривали на Київщині, Поділлі, Полтавщині, Харківщині, Кубані й інших землях до Другої світової війни.
В Україні хлистів називали шалапутами; самі ж вони називали себе «Божими людьми».
Головні пункти вчення хлистів охоплені 12 «заповідями», в яких зокрема стверджується, що божество може втілюватись у людині, яка на це заслуговує побожним життям; одночасно може бути кілька «христів» і «богородиць», євангельська наука не обов'язкова, бо наступні покоління після Христа мали своїх христів; життєві проступки ведуть до вічної згуби душі. Треба поборювати забаганки тіла, не належить шанувати природних батьків і не треба мати дітей. Одначе позашлюбні зносини допускалися, як вияв духа, особливо на зібраннях (рос. «радениях»).
Популярності в Україні хлисти не здобули. Сьогодні хлисти не існують.
З українських авторів уперше згадує про них Димитрій Туптало у «Розыску».